# Go Jin-won
Go Jin-won – (kor.고 진원; ur. 26 października 1956 w Gwangju) – południowokoreański zapaśnik w stylu wolnym. Olimpijczyk z Montrealu 1976, gdzie odpadł w eliminacjach w kategorii 68 kg.
Czwarty w mistrzostwach świata w 1981; piąty w 1977. Srebrny medalista igrzysk azjatyckich w 1982; brąz w 1978; szósty w 1974. Zdobył srebrny medal na mistrzostwach Azji w 1979. Czwarty w Pucharze Świata w 1982. Czwarty na uniwersjadzie w 1981 roku.